# 奇徹斯特座堂

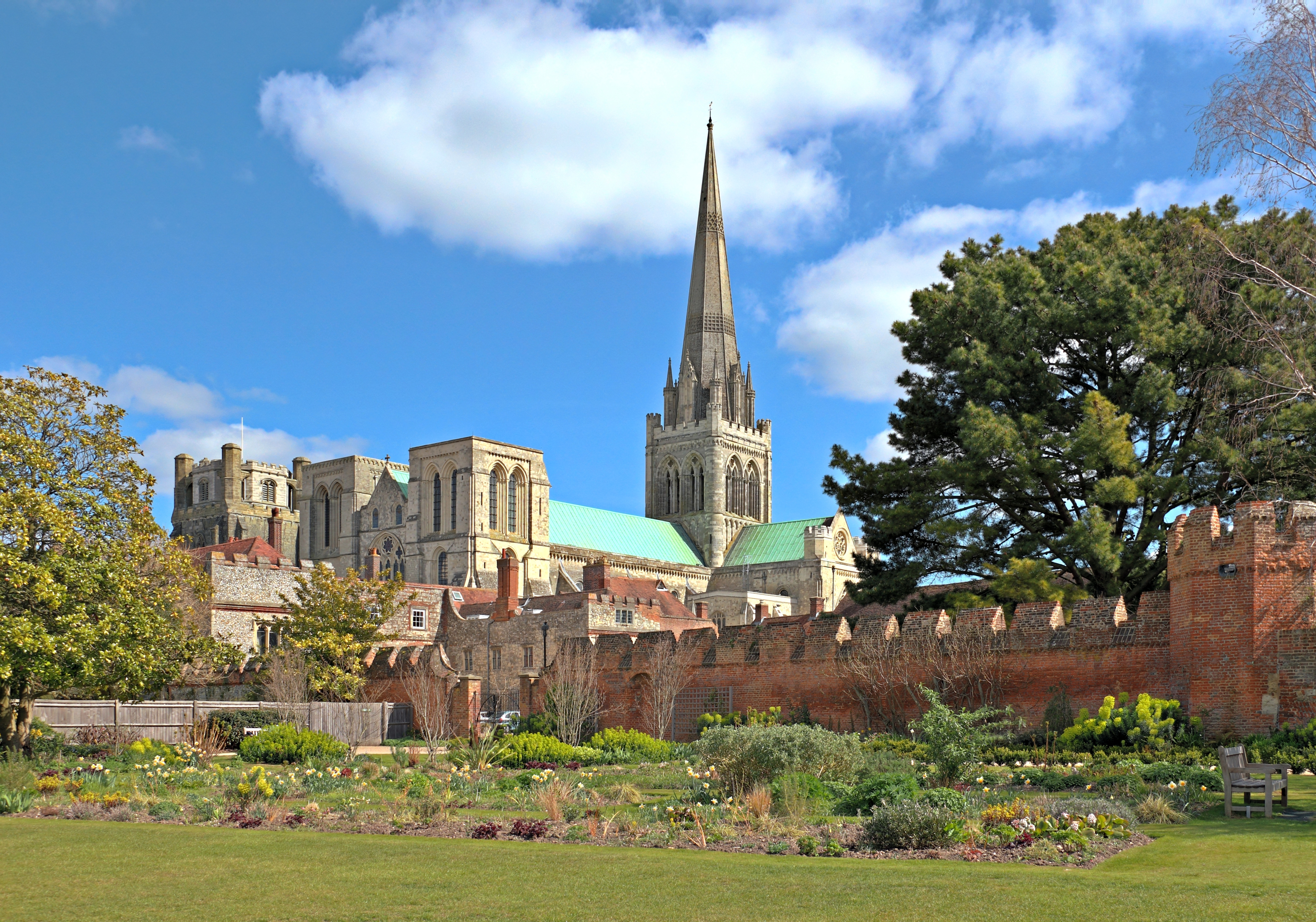
奇徹斯特座堂

奇徹斯特座堂（英語：Chichester Cathedral，全名 ）是英國的一座教堂，位於英格蘭西薩塞克斯郡奇徹斯特。奇徹斯特座堂是聖公會奇徹斯特教區的主教座。教堂始建於1075年，當時主教區的主教座從塞爾西修道院搬至這裡。

## 外部連結
- 奇徹斯特座堂官方網站（页面存档备份，存于）

50°50′10″N 0°46′52″W / 50.836°N 0.781°W